# Alles neu
Alles neu ist ein Lied des deutschen Reggae- und Hip-Hop-Musikers Peter Fox. Der Song ist die zweite Singleauskopplung seines ersten Soloalbums Stadtaffe und wurde am 15. August 2008 veröffentlicht.

## Inhalt
Alles neu handelt von dem Drang, etwas Neues zu machen, nie auf der Stelle zu stehen und sich immer weiter zu verbessern. Peter Fox rappt aus der Perspektive des lyrischen Ichs davon, dass er alles Alte hinter sich lässt und voller Elan die Zukunft anpackt. Dabei wolle er nicht nur Berlin, sondern die gesamte deutsche Musikszene verändern und sei auch bereit, die ganze Welt zu retten. Er wolle nie wieder kiffen oder lügen, sondern direkt sagen, was er denke, und somit schneller und erfolgreicher vorankommen.

„Die Welt mit Staub bedeckt

Doch ich will seh’n, wo’s hingeht

Steig’ auf den Berg aus Dreck

Weil oben frischer Wind weht

Hey! Alles glänzt

So schön neu“

## Produktion
Der Song wurde von Peter Fox in Zusammenarbeit mit den Musikproduzenten Monk und DJ Illvibe produziert. Alle drei fungierten ebenfalls als Autoren. Die Streichermelodie, auf der die Musik aufbaut, ist ein Sample vom 4. Satz der 7. Sinfonie von Dmitri Schostakowitsch aus den 1940er Jahren. Der Hintergrundgesang stammt von J-Luv.

## Musikvideo
Bei dem zu Alles neu gedrehten Musikvideo führte Daniel Harder Regie. Es verzeichnet auf YouTube über 79 Millionen Aufrufe (Stand August 2025). Zu Beginn ist das Video schwarz-weiß und Peter Fox sitzt verstaubt in einem Anzug auf einem Sessel in einem Raum, in dem sich auch Trommler, die Affenmasken tragen, befinden. Er fängt an, den Song zu rappen und macht sich Essen in einer Bratpfanne, während die Trommler trommeln. Anschließend wirft er eine Wand des Raumes um und läuft nach draußen, wo er zwischen weißen Bettlaken auf einer Dachterrasse tanzt und das Video zu bunt wechselt. Neben ihm tanzen zwei Frauen, während die Affenfiguren im Hintergrund trommeln und nun auch Streichinstrumente spielen. Danach wird es wieder schwarz-weiß und Peter Fox läuft singend durch die Straßen der Stadt, wobei sich die Trommler ihm anschließen und ein Banner mit der Aufschrift „Alles Neu!“ in hochhalten. Schließlich wird das Video wieder bunt und er betritt einen Konzertsaal, wo er das Lied zusammen mit einem ganzen Orchester von Affenmasken-tragenden Personen spielt und selbst an einem kleinen Flügel sitzt. Am Ende sind die Trommler auf einem Parkplatz und nehmen ihre Masken ab.
Alles neu erhielt beim VIVA Comet 2009 die Auszeichnung in der Kategorie Bestes Video.

## Single

### Covergestaltung
Das Singlecover ist größtenteils schwarz-weiß gehalten und zeigt Peter Fox in einem Anzug mit Krawatte. Im Vordergrund befinden sich der weiße Schriftzug Peter Fox und eine neongrüne, geschwungene Linie. Der Titel Alles Neu steht in Weiß im unteren Bildteil, während der Hintergrund komplett schwarz ist.

### Titellisten
Single
1. Alles neu – 4:14
2. Alles neu (Instrumental) – 4:15

Maxi
1. Alles neu – 4:14
2. Alles neu (Instrumental) – 4:15
3. Fieber (feat. K.I.Z) – 4:26
4. Sumpf (Fieber Instrumental) – 4:57
5. Alles neu (Video) – 4:31

### Chartplatzierungen
Alles neu stieg am 29. August 2008 auf Platz neun in die deutschen Singlecharts ein und erreichte vier Wochen später mit Rang vier die höchste Platzierung. Insgesamt war der Song 56 Wochen lang in den Top 100 vertreten, davon sieben Wochen in den Top 10. Das Lied zählt zu den erfolgreichsten Dauerbrennern in den Singlecharts und war seinerzeit nach Hamma! (Culcha Candela) der zweite deutschsprachige Raptitel, der sich über ein Jahr in den Top 100 platzieren konnte. Das Lied avancierte für Fox als Interpreten zum zweiten Charthit nach Come Marry Me in Deutschland. Als Autor erreichte er zum zehnten Mal die deutschen Singlecharts sowie zum neunten Mal als Produzent. In beiden Funktionen ist es nach Aufstehn! (Seeed feat. CeeLo Green) und Ding (Seeed) sein dritter Top-10-Hit. In den deutschen Single-Jahrescharts 2008 belegte Alles neu Rang 32.
In Österreich belegte das Lied Position elf und hielt sich 38 Wochen in den Charts, während es in der Schweiz Platz 49 erreichte und neun Wochen in den Charts vertreten war. In beiden Ländern wurde es zum ersten Charthit für Fox als Solokünstler.
| ChartsChartplatzierungen | Höchstplatzierung | Wochen |
| ------------------------ | ----------------- | ------ |
| Deutschland (GfK)        | 4 (56 Wo.)        | 56     |
| Österreich (Ö3)          | 11 (38 Wo.)       | 38     |
| Schweiz (IFPI)           | 49 (9 Wo.)        | 9      |

| ChartsJahrescharts (2008) | Platzierung |
| ------------------------- | ----------- |
| Deutschland (GfK)         | 32          |
| Österreich (Ö3)           | 60          |

### Verkaufszahlen und Auszeichnungen
2022 wurde Alles neu in Deutschland mit einer fünffachen Goldenen Schallplatte für über 750.000 verkaufte Einheiten ausgezeichnet und zählt somit zu den meistverkauften Rapsongs des Landes. In Österreich erhielt das Lied für mehr als 15.000 Verkäufe 2010 eine Goldene Schallplatte.
| Land/Region        | Auszeichnungen für Musikverkäufe (Land/Region, Auszeichnung, Verkäufe) | Verkäufe |
| ------------------ | ---------------------------------------------------------------------- | -------- |
| Deutschland (BVMI) | 5× Gold                                                                | 750.000  |
| Österreich (IFPI)  | Gold                                                                   | 15.000   |
| Insgesamt          | 2× Gold · 2× Platin ·                                                  | 765.000  |

## Coverversionen
- 2023: Antje Schomaker[11]
- 2024: badmómzjay – Alles glänzt (Sample)